# 尼崎北郵便局
尼崎北郵便局（あまがさききたゆうびんきょく）は、兵庫県尼崎市にある郵便局。民営化前の分類では集配普通郵便局。

## 概要
住所：〒661-8799 兵庫県尼崎市南塚口町5-8-1

### 併設施設
- ゆうちょ銀行尼崎店（大阪支店尼崎出張所）：取扱店番号436510

## 沿革
- 1967年（昭和42年）6月1日 - 尼崎北郵便局として、尼崎市上坂部に開局[1]。尼崎市北部の集配業務を尼崎郵便局より移管される。
- 2000年（平成12年）8月14日 - 外国通貨の両替および旅行小切手の売買に関する業務取扱を開始。
- 2007年（平成19年）10月1日 - 民営化に伴い、併設された郵便事業尼崎北支店、ゆうちょ銀行尼崎店に一部業務を移管。
- 2012年（平成24年）10月1日 - 日本郵便株式会社発足に伴い、郵便事業尼崎北支店を尼崎北郵便局に統合。

## 取扱内容

### 尼崎北郵便局
- 郵便、印紙、ゆうパック、内容証明
- 生命保険、バイク自賠責保険、自動車保険
- 地方公共団体事務（兵庫県住宅再建共済基金利用申込取次）
- 「661-00xx」「661-09xx」区域（尼崎市内の北部地域）の集配業務
- ゆうゆう窓口

### ゆうちょ銀行尼崎店
- 貯金、貸付、為替、振替、振込、国際送金、外貨両替、国債、投資信託、変額年金保険
- ATM

## 風景印
- 図柄は田能遺跡復元住居と広済寺近松の松。局名表記は「尼崎北」
- 使用開始日は1976年（昭和51年）11月22日

## 周辺
- 兵庫県立塚口病院 - 2015年に閉院。
- 園田学園中学校・高等学校
- 塚口さんさんタウン

## アクセス
- 阪急神戸線 塚口駅（南口）から徒歩約10分
- JR福知山線（JR宝塚線） 塚口駅（西口）から徒歩約16分
- 尼崎市営バス、阪急バス 西坂部停留所、もしくは尼崎市営バス 南塚口町七丁目停留所下車、それぞれ徒歩約8分
- 名神高速道路 尼崎ICから北へ約0.5km
- 駐車場あり：8台